# Médiatrice Ahishakiye
Médiatrice Ahishakiye (nascida em 1978) é uma política ruandesa, actualmente membro da Câmara dos Deputados no Parlamento do Ruanda.
Ahishakiye representa a Província do Sul e seu distrito é Huye.
Ahishakiye já trabalhou como professora, directora, secretária do conselho distrital de Gisagara e como membro do conselho distrital de Gisagara.
Nas eleições parlamentares de 2018, Ahishakiye foi eleita para a Câmara dos Deputados como representante das mulheres no Parlamento de Ruanda.